# Sassari (província)
A província de Sassari é uma província italiana da região de Sardenha com cerca de 493357 habitantes, densidade de 64 hab/km². Está dividida em 66 comunas, sendo a capital Sassari.
Faz fronteira a norte com o Mar Mediterrâneo, a este com o Mar Tirreno, e a sul com a província de Nuoro e com a província de Oristano.
Esta região é famosa pelo legado catalão, havendo integrado o império aragonês antes da união deste reino com Castela.